# 莱特韦勒
莱特魏莱尔是德国莱茵兰-普法尔茨州的一个市镇。总面积6.28平方公里，总人口220人，其中男性111人，女性109人（2011年12月31日），人口密度35人/平方公里。